# حكومة ميجي في اليابان
حكومة ميجي في اليابان (باليابانية: 政府 政府) هي الحكومة التي شكّلها السياسيون في مقاطعة ساتسوما ومقاطعة تشوشو في ستينيات القرن التاسع عشر. تُعد حكومة ميجي أول حكومة لإمبراطورية اليابان.
يُعرف السياسيون في حكومة ميجي باسم الأوليغارشية في ميجي، وهم الذين أطاحوا بشوغونية توكوغاوا.

## التطورات الأولية
بعد استعادة ميجي، لم يكن لزعماء الساموراي الذين أطاحوا بشوغونية توكوغاوا أجندة واضحة أو خطة مسبقة حول إدارة اليابان. كان لديهم عدد من النقاط المشتركة، ووفقًا لكلام أندرو جوردون «كان وضعهم متوسطًا على وجه التحديد ومناصبهم غير آمنة، بالإضافة إلى طموحهم وشعورهم باستحقاقهم للحكم، وهذا يفسر الطاقة الثورية في ميجي وبرنامج الإصلاح بعيد المدى». كان معظمهم في منتصف الأربعينيات، وكان معظمهم من مقاطعات توزاما الأربع في غرب اليابان (شوشو، ساتسوما، توسا وهيزن). ارتقوا إلى أدوار القيادة العسكرية في مقاطعاتهم الخاصة على رغم انتمائهم إلى عائلات الساموراي ذات الرتب الأدنى، كان تعليمهم قائمًا على الكونفوشيوسية التي أكدت ولاءهم وخدمة المجتمع. أخيرًا، كان لدى معظمهم خبرة مباشرة في السفر إلى الخارج، أو تجربة من خلال الاتصالات مع المستشارين الأجانب في اليابان. نتيجة لذلك، عرفوا بالتفوق العسكري للدول الغربية وبضرورة توحيد اليابان لتجنب المصير الاستعماري لجيرانها في القارة الآسيوية.
بعد استقالة توكوغاوا يوشينوبو في عام 1867، مع عدم وجود حكومة مركزية رسمية، كانت البلاد عبارة عن مجموعة من المقاطعات شبه المستقلة التي يسيطر عليها الداي-ميو، والتي تسيطر عليها القوة العسكرية لتحالف ساتشو، مع وجود هيبة للمحكمة الإمبراطورية.
في أوائل مارس من عام 1868، مع استمرار نتائج حرب بوشين، استدعت حكومة ميجي الجديدة وفودًا من جميع المقاطعات إلى كيوتو لإنشاء جمعية وطنية استشارية مؤقتة. في أبريل من عام 1868، أُعلن عن ميثاق القسم، حدد الإمبراطور ميجي الخطوط العريضة العامة لتطور اليابان ووصول الحداثة إليها.
بعد شهرين، في يونيو 1868، أُصدر السايتايشو لإنشاء الأساس الإداري الجديد لحكومة ميجي. صاغ كل من فوكوكا تاكاتيكا وسوجيما تانيومي هذا القانون الإداري (وكلاهما درس في الخارج وله نظرة سياسية ليبرالية)، وكان مزيجًا من المفاهيم الغربية مثل تقسيم السلطات، وإحياء الهياكل القديمة للبيروقراطية التي يعود تاريخها إلى فترة نارا. وإنشاء هيكل حكومي مركزي، أو ما يعرف بدايجكان (太政官).
شملت دايجكان سبعة أقسام:
- التشريعية (مقسمة إلى جمعية عليا من البيروقراطيين المعينين، وجمعية أقل من ممثلي المقاطعة).
- التنفيذية
- الشنتو
- المالية
- الجيش
- الشؤون الخارجية
- الشؤون المدنية

أنشئت وزارة عدل منفصلة لخلق شكل من أشكال فصل السلطات اسوة بالدول الغربية.
بادرت الحكومة بتفعيل الـ فوهانكين سانشيسي (نوع من أنواع أنظمة الإدارة)، بتقسيم الأراضي إلى محافظات أو بلديات حضرية ومحافظات ريفية. تألفت الحكومة المحلية في اليابان من منطقة صودرت من توكوغاوا، وتولت إدارتها إدارة الشؤون المدنية، و273 مقاطعة شبه مستقلة. أرسلت الحكومة المركزية وكلاء إلى كل مقاطعة من المقاطعات للعمل من أجل التوحيد الإداري والعمل على أساس توجيهات الحكومة المركزية.
في أوائل عام 1869، نُقلت العاصمة من كيوتو إلى إيدو، والتي سميت لاحقًا طوكيو (العاصمة الشرقية).

## إلغاء المقاطعات
في مارس 1869، شعرت الحكومة المركزية بقيادة شكوبو توشيميتشي من ساتسوما أنها قوية بما يكفي لزيادة السلطة المركزية. بعد دمج جيوش ساتسوما وتشوشو بقوة مشتركة، أقنع شكوبو وكيدو تاكايوشي الداي-ميو (حاكم المقاطعة) لمقاطعة ساتسوما وتشوشو وهيزن وتوسا بتسليم مقاطعاتهم للإمبراطور. أُجبر الداي-ميو الآخرون على فعل الشيء نفسه، وأُعيد تعيينهم جميعًا «كمحافظين» لمقاطعاتهم، التي أصبحت تقسيمات فرعية للحكومة المركزية.
في ربيع عام 1871، عقد كل من شكوبو وكيدو وإينو كاورو وياماجاتا أريتومو وسايغو تاكاموري وإياما إيواو وسانجو سانيتومي وإواكورا اجتماعًا سريًا تقرر خلاله إلغاء مقاطعات الهان تمامًا. في وقت لاحق من نفس العام، استدعى الإمبراطور جميع الداي-ميو السابقين، وأصدر أمرًا يحول المقاطعات إلى محافظات يرأسها بيروقراطي معين من الحكومة المركزية. وأُعطيت مبالغ سخية لحكام المقاطعات مقابل تقاعدهم، وأصبحت قلاعها المراكز الإدارية المحلية للحكومة المركزية. أسفر هذا الأمر عن وجود 305 وحدة إدارة محلية، خُفضت إلى 72 محافظة و3 بلديات بحلول نهاية العام من خلال عمليات دمج متعددة، أصبحت اليابان بحلول نهاية عام 1871 دولة مركزية بالكامل. حدث هذا الانتقال تدريجياً، لم يكن هناك أي اضطراب في حياة عامة الناس، ولا اندلاع لأي حركة مقاومة أو عنف. استوعبت الحكومة المركزية جميع الديون والالتزامات الخاصة بالمقاطعات، ووجد العديد من المسؤولين السابقين في هذه المقاطعات وظائف جديدة لدى الحكومة المركزية.
في عام 1871، دعمت الحكومة المركزية إنشاء جموع استشارية على أدنى مستويات الحكومة، على مستوى البلدة والقرية والمقاطعة. واختيار عضوية المجالس المحلية من هذه الجموع الصغيرة. نظرًا إلى أن المجالس المحلية كانت تملك سلطة النقاش فقط، وليس التشريع، فقد وفرت صمام أمان مهمًا دون القدرة على تحدي سلطة الحكومة المركزية.

## إعادة ترتيب الحكومة المركزية
بينما ألغيت المقاطعات ثم نقلت الحدود الإدارية المحلية، أخضعت الحكومة المركزية نفسها لإعادة هيكلة لتعزيز السلطة المركزية في أغسطس 1869. تخلت الحكومة عن فكرة تقسيم السلطة. استندت الحكومة الجديدة إلى مجلس وطني (اجتمع مرة واحدة فقط)، ومجلس المستشارين المُعين، وثماني وزارات:
- الشؤون المدنية (وزارة الداخلية من عام 1873)
- الشؤون الخارجية
- وزارة المالية
- الجيش
- القوات البحرية
- وزارة رعاية القصر الإمبراطوري
- وزارة العدل
- وزارة الأشغال العامة
- وزارة التعليم

اقتصرت عملية صنع القرار في الحكومة على أوليغارشية مغلقة (حكم أقلية) التي كانت تضم 20 فردًا (من ساتسوما وتشوشو وتوسا وهازن ومن المحكمة الإمبراطورية). كانت وزارة الداخلية أقوى وزارة في الحكومة، لأنها عينت جميع حكام المحافظات، وكانت تسيطر على أجهزة الشرطة، ومن الجدير بالذكر أن اكوبو ترك وزارة المالية لرئاسة وزارة الداخلية عندما تم تأسيسها.

## الأحداث التي أدت إلى استقالة أوكوما
إحدى أشكال الضغوط على حكومة ميجي الأولى هو انقسام أعضاء الأوليغارشية إلى فريقين: الذين فضّلوا شكلاً ما من أشكال الحكومة التمثيلية استنادًا إلى نماذج حكومات أخرى عبر البحار، والمحافظين الذين فضلوا الحكم السلطوي المركزي.
كان إيتاجاكي تايسوكي أحد أبرز المؤيدين للحكومة التمثيلية، وهو زعيم قوي لقوات توسا استقال من منصبه بمجلس الدولة بشأن القضية الكورية في عام 1873. سعى إيتاجاكي بوسائل سلمية بدلاً من التمرد للحصول على صوت في الحكومة. سُميت مثل هذه الحركات بحركة الحرية وحقوق الشعب. بدأ إيتاجاكي حركة تهدف إلى إقامة ملكية دستورية ومجلس وطني. كتب إيتاجاكي وآخرون نصب توسا التذكاري في عام 1874 ينتقدون فيه قوة الأوليغارشية الجامحة ويدعون إلى إنشاء حكومة تمثيلية على الفور. وكان غير راضٍ عن وتيرة الإصلاح بعد انضمامه إلى مجلس الدولة في عام 1875، نظّم إتاجاكي أيكوكوشا جمعية الوطنيين من أتباعه الديمقراطيين في جميع أنحاء البلاد للضغط من أجل حكومة تمثيلية في عام 1878. في عام 1881، ساعد إتاجاكي في تأسيس الحزب الليبرالي، الذي فضل العقائد السياسية الفرنسية. في عام 1882 أسس شكوما شيجينوبو الحزب التقدمي الدستوري، الذي دعا إلى الديمقراطية الدستورية على النمط البريطاني. رداً على ذلك، أنشأ البيروقراطيون الحكوميون ومسؤولو الحكومة المحلية وغيرهم من المحافظين حزب ريكين تيسيتو (حزب الحكم الإمبراطوري)، وهو حزب موال للحكومة في عام 1882. تلا ذلك تظاهرات سياسية عديدة، بعضها عنيف، ما أدى إلى مزيد من القيود السياسية الحكومية. أعاقت هذه القيود الأحزاب السياسية وأدت إلى الانقسام داخلها وفيما بينها. حُلّ الحزب الليبرالي الذي عارض حزب الحكم الإمبراطوري في عام 1884، واستقال أوكوما من رئاسة حزب الحكم الإمبراطوري.